# Nikołaj Baskakow
Nikołaj Baskakow (ur. 9 marca?/22 marca 1905, zm. 23 marca 1995) – rosyjski turkolog, folklorysta, etnograf, doktor nauk filologicznych (1950), profesor (1969), autor 640 prac naukowych, w tym 32 książek.
Jest pochowany na Cmentarzu Wwiedieńskim w Moskwie.